# 段洪峰
段洪峰（1963年1月2日—），南定省義興縣人，越南政治人物。现任第十三届越共中央委員、越南政府监察总署总监察长。

## 生平
段洪峰出生于越南红河三角洲的南定省，长期在家乡南定省（包括南河省、河南寧省）任职，曾任南定省财政厅厅长，越共南定省懿安縣党委书记，南定省人民委员会副主席，越共南定省委常委、南定省人民委员会常务副主席等职务。
2014年6月，段洪峰升任越共南定省委副书记、南定省人民委员会主席，2015年10月，升任越共南定省委书记，并于翌年1月当选为第十二届越共中央委员。
2021年1月，段洪峰在越共十三大上当选为越共中央委员，并于当年4月8日获越南国会任命为越南政府监察总署总监察长，调离南定省。